# Ritratto del cardinale d'Auvergne
Il Ritratto del cardinale d'Auvergne è un dipinto realizzato nel 1732 dal pittore francese Hyacinthe Rigaud che rappresenta il cardinale Henri-Osvald de La Tour d'Auvergne.

## Genesi dell'opera
Il ritratto del cardinale d'Auvergne venne dipinto da Hyacinthe Rigaud al fine di commemorare la nomina del committente al ruolo di primo elemosiniere del re nel 1732. Il quadro venne pagato 3000 livres e terminato entro l'anno di committenza. La denominazione "ritratto del cardinale d'Auvergne" è postuma rispetto al dipinto, dal momento che il prelato ricevette il cardinalato solo nel 1740 e, difatti, qui è rappresentato con gli abiti arcivescovili che gli competevano.
Recentemente ritrovato il dipinto originale, l'opera era nota grazie ad una incisione che ne fece Claude Drevet nel 1749 con qualche differenza rispetto all'originale. Come accadeva di consueto per Rigaud, il volto del prelato venne realizzato su una tela più piccola e poi riportato sulla tela più grande, utilizzando un modello per il corpo ed il panneggio, evitando così al soggetto lunghe sessioni di posa presso l'atelier dell'artista. La cucitura si nota chiaramente sulla tela originaria.

## Descrizione dell'opera

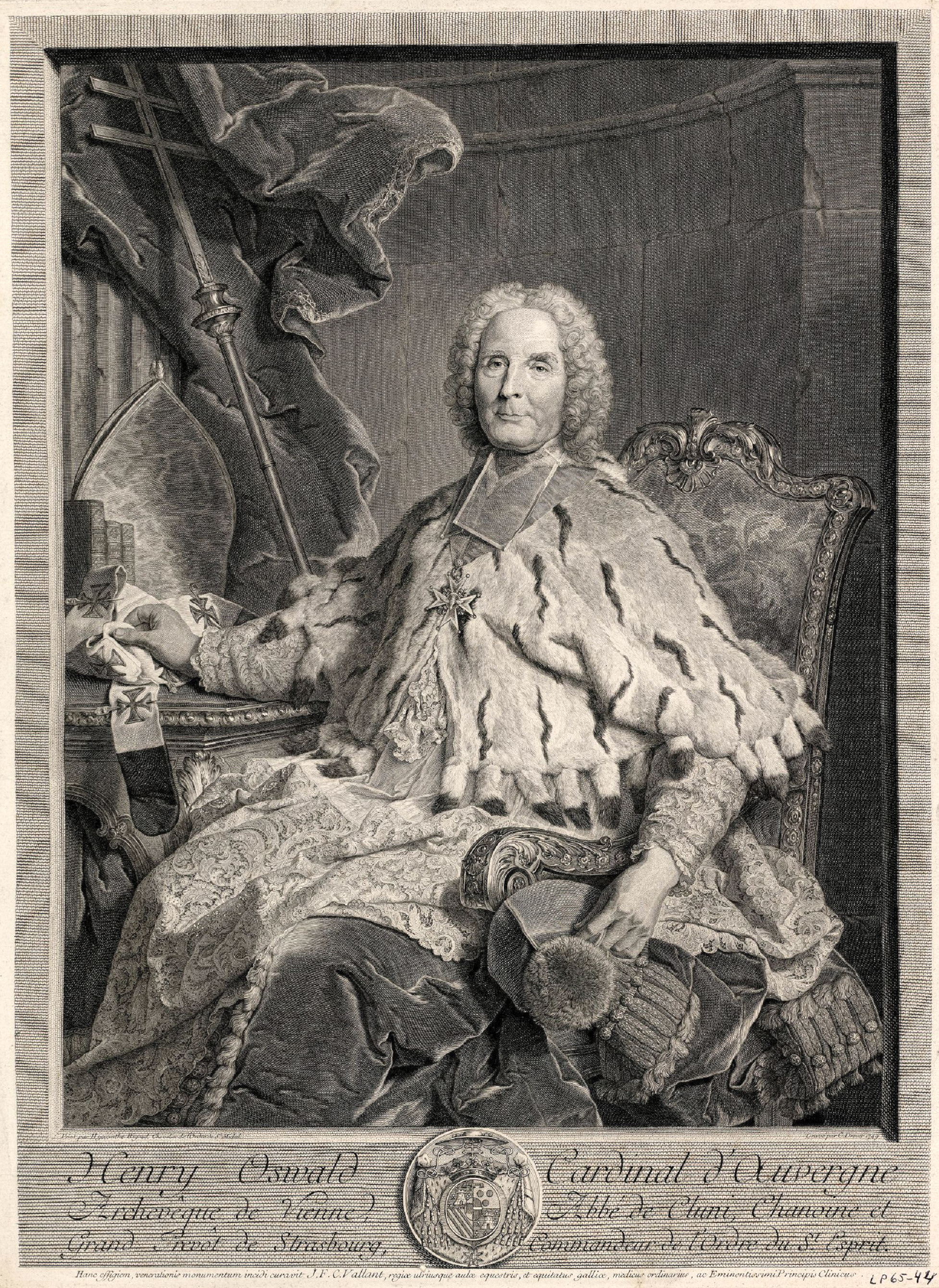
La stampa realizzata da Claude Drevet e derivata dal dipinto di Rigaud

All'epoca arcivescovo di Vienne, Henri Oswald viene rappresentato da Rigaud seduto su una poltrona con braccioli scolpiti a foglie d'acanto, elemento ricorrente nei ritratti dell'artista di quell'epoca.
Vestito dell'abito tradizionale da gran prevosto del capitolo della cattedrale di Strasburgo, porta sulle spalle una mozzetta d'ermellino. Sul tavolo di fronte a lui si notano la mitria e la croce proprie della sua funzione. Al collo porta le insegne dell'Ordine dello Spirito Santo che lo qualifica come alto funzionario dello stato francese.
Tra la tela e l'incisione sussistono delle differenze. Nella tela originale, infatti, il prelato indossa un anello nella mano poggiata sul tavolo con la quale tiene il pallio (concessogli dal papa il 16 aprile 1722, esso è assente nella stampa. Ancora più significativa appare la sostituzione della croce di Lorena del pastorale, presente nella stampa ma cambiata nel dipinto con un più classico pastorale da vescovo.